# Kikvorsbeek
De Kikvorsbeek is een beek in de wijk 't Ven in de Nederlandse gemeente Venlo. De beek ligt op de rechteroever van de Maas en ligt in het stroomgebied van de Maas.
De beek ontspringt in de buurt van de Straelsebosweg en loopt lange tijd langs de Weselseweg, kruist deze onderlangs waarna hij uitmondt in de Rijnbeek. De beek heeft een lengte van 948 meter.